# كمال أباد (أصفهان)
كمال أباد هي قرية في مقاطعة أصفهان، إيران. عدد سكان هذه القرية هو 1,558 في سنة 2006.